# Växtrum i Lerum
Växtrum i Lerum är ett antal permanenta trädgårdar eller gröna rum i Lerum. De har skapats av trädgårdsprofiler och designers tillsammans med ideella arbetsteam. Växtrum är också ett årligen återkommande evenemangskoncept utifrån Lerums kommuns utvecklingsarbete med Agenda 2030. Visionen är att genom att utveckla medskapande som fenomen och skapa nya mötesplatser som bidrar till hållbar utveckling. I den nationella branschtidningen inom landskapsarkitektur "Tidskriften Landskap" beskrivs syftet som att "stimulera till förändring genom upplevelser, kunskap och inspiration".
Fram till och med 2016 har växtrummen anlagts i anslutning till den s.k. Säveåpromenaden i centrala Lerum. Växtrum i Lerum bedrivs och förvaltas av Lerums kommun men medfinansieras av en samling sponsorer.
Trädgårdarna sköts förutom av ideella krafter under evenemangsperioden, även i grunden av park- och naturförvaltningen för att garantera beständigheten. En viss liknelse finns mellan Växtrum och grannkommunen Alingsås årliga evenemang Lights in Alingsås. Växtrum invigdes 2015 då två trädgårdar skapats under ledning av Hannu Sarenström och Simon Irvine.
2016 anlitades Karin Berglund och André Strömqvist för att designa och leda arbetet med två nya växtrum. Detta år var också Växtrum en del av den stora regionala satsningen inom trädgårdsturism, Gothenburg Green World. 2017 agerade Gunnel Carlson och Gerben Tjeerdsma designers och arbetsledare. 2018 är det Peter Englander och Mona Holmberg som anlitats som växtrumsdesigners.
16 maj 2018 tilldelades Växtrum i Lerum utmärkelsen "Årets Samhällsbyggare 2018" av tidningen Dagens Samhälle. Juryns motivering: Genom att tänka utanför ramarna, uppmana till kreativitet och väcka ideella krafter till liv har årets vinnare hittat ett eget sätt att utveckla samhället till det bättre – och till det grönare. Vinnaren visar hur lite jord under naglarna kan ge en kommun utrymme att växa och skapa gemensamma gröna oaser på ett helt nytt sätt.

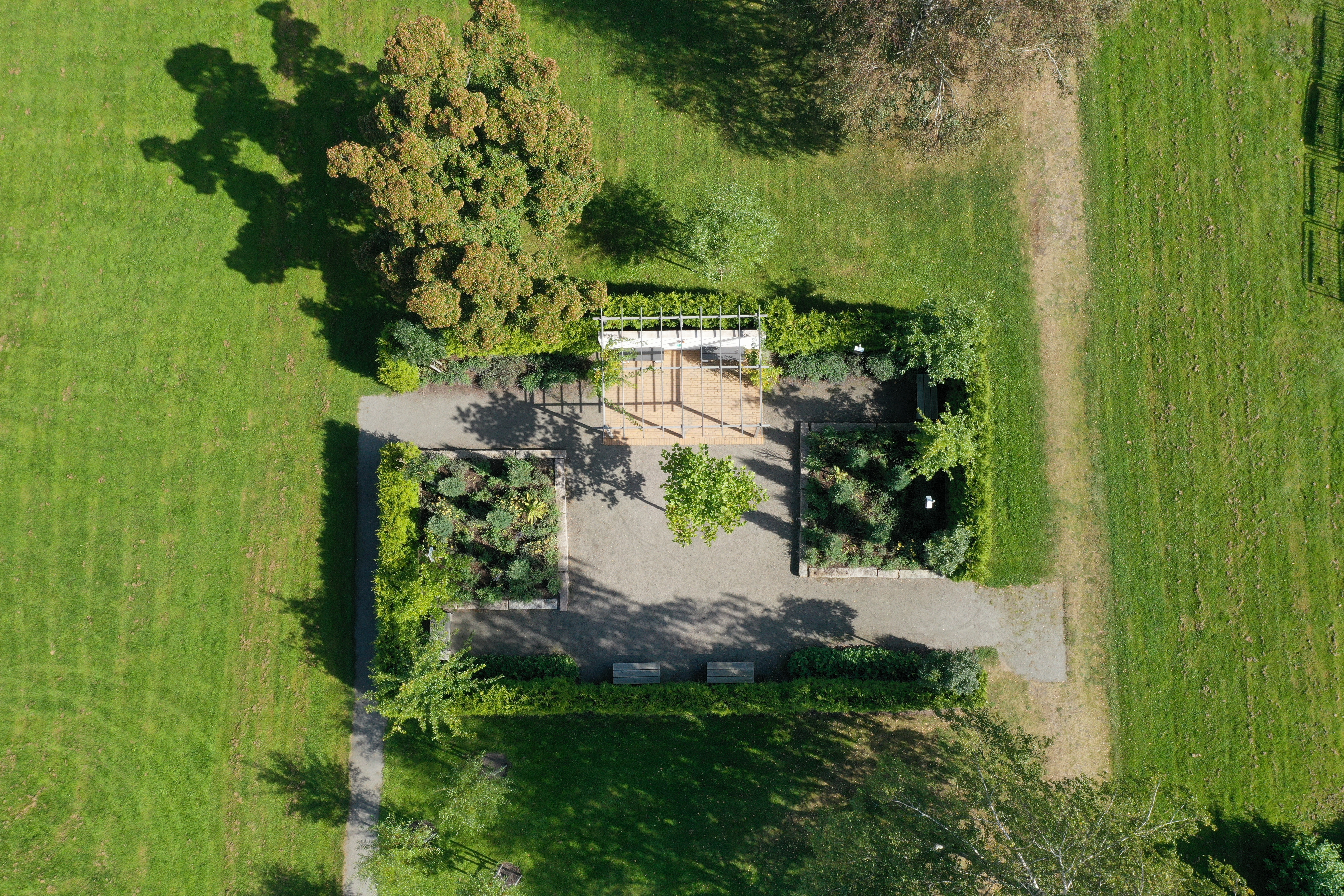
Giardino segreto, Aludden

Guidning i Snödroppslunden

Växtrum i Lerum valdes ut som Sveriges bidrag till Green Cities Europe Award 2022.  2022 vann Växtrum Årets hållbarhetskliv av Turistrådet västsverige och nominerades till årets park 2023 av Elmia park.

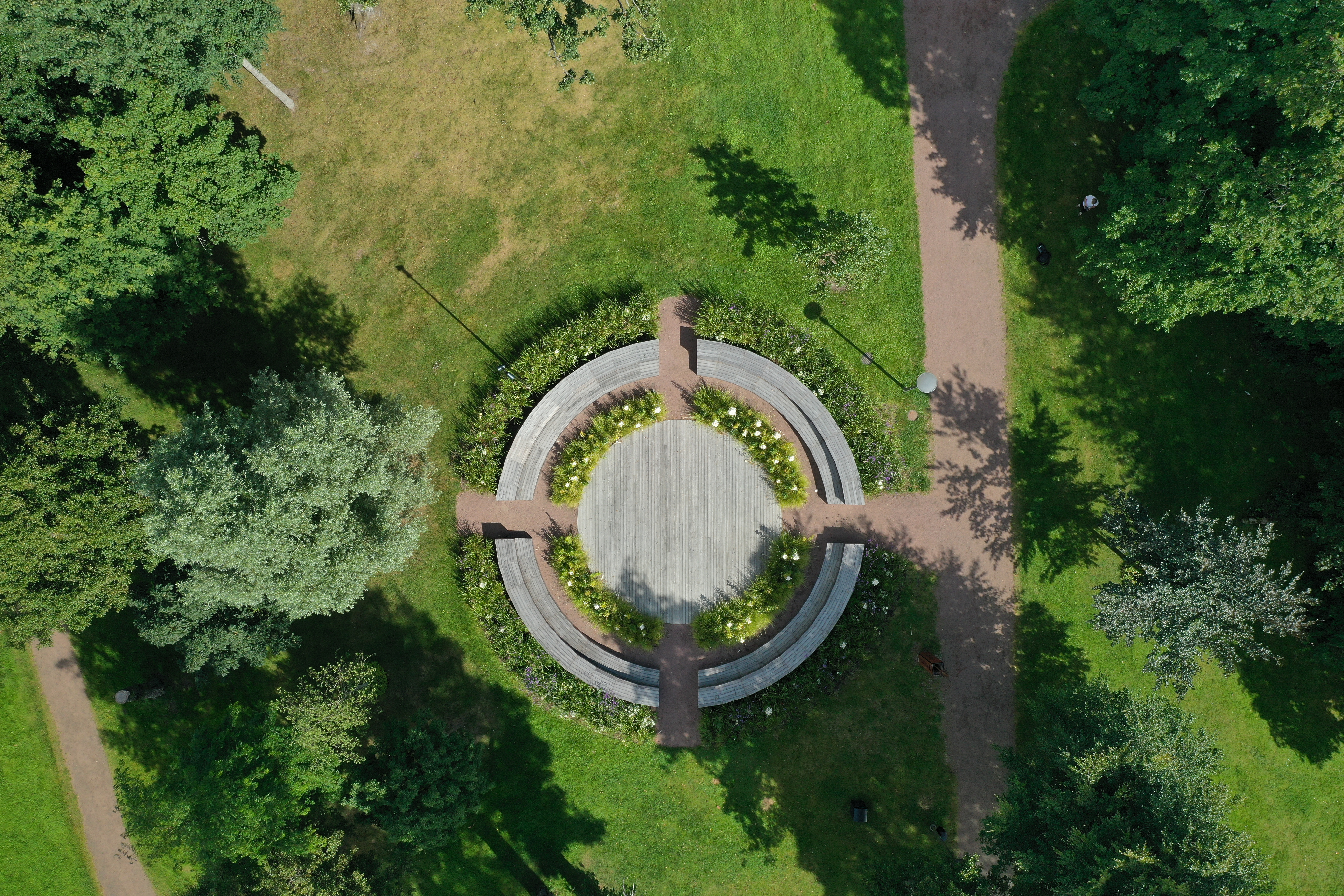
Solens öga i Aludden

| Växtrumsår | Titel            | Designer          | Plats                       |
| ---------- | ---------------- | ----------------- | --------------------------- |
| 2015       | Aluddengläntan   | Hannu Sarenström  | Aspenäsvägen/Aludden, Lerum |
| 2015       | Brobackenslänten | Simon Irvine      | Brobacken, Lerum            |
| 2016       | Nyebrotäppan     | Karin Berglund    | Nyebroparken, Lerum         |
| 2016       | Frödingslunden   | André Strömqvist  | Frödingsvägen, Lerum        |
| 2017       | Aspens sol       | Gunnel Carlson    | Aspens badplats, Lerum      |
| 2017       | Snödroppslunden  | Gerben Tjeerdsma  | Wamme bro, Lerum            |
| 2018       | Tingshusparken   | Mona Holmberg     | Tingshusparken, Lerum       |
| 2018       | Giardino Segreto | Peter Englander   | Nyebroparken, Lerum         |
| 2019       | Solens öga       | Cecilia Liljedahl | Aludden, Lerum              |
| 2019       | Mångfalden       | Anders Stålhand   | Häradsbron, Lerum           |
| 2023       | Kraftfältet      | Peter Korn        | Stationsvägen, Lerum        |